# 조에 펠릭스
조에 펠릭스(Zoé Félix, 1976년 5월 7일 ~ )는 프랑스의 배우이다.

## 출연 작품
- 남자의 마음 3 (2013)
- 케이지드 (2010)
- 알로, 슈티 (2008)
- 하트 오브 맨 2 (2007)
- 올 더 뷰티 오브 더 월드 (2006)
- 남자들의 마음 (2003, Le Cœur des hommes)
- Zéro un (2003)